# Francesc Cabedo
Francesc Cabedo (Catalunya, vers 1897 - ?) fou un futbolista català de les dècades de 1910 i 1920.

## Trajectòria
Començà a practicar el futbol amb 12 anys al Montserrat. L'any 1913 fou fitxat pel FC Internacional, jugant al primer equip, primer com a extrem dret, i posteriorment com a defensa. El 1914 fou fitxat pel CE Sabadell, on jugà de davanter centre, mig centre i finalment de defensa, esdevenint jugador referència del club i capità de l'equip des de 1919. Al club vallesà romangué la resta de la seva carrera futbolística fins a l'any 1927, on formà una destacada línia defensiva amb Joaquim Montané.
Fou internacional amb la selecció catalana de futbol, esdevenint un dels jugadors que més partits disputà durant els anys 1910 i 1920. Fou campió de la Copa Príncep d'Astúries de futbol.
L'agost de 1922 fou objecte d'un homenatge amb la disputa d'un partit entre el Sabadell i el Terrassa FC. El 26 de setembre de 1926 fou objecte d'un nou homenatge amb la disputa d'un partit que enfrontà la selecció catalana i el Sabadell.